# Bohutyn
Bohutyn – wieś w Polsce położona w województwie lubelskim, w powiecie parczewskim, w gminie Sosnowica.
W latach 1975–1998 miejscowość administracyjnie należała do województwa chełmskiego.
Wieś w wchodzi w skład sołectwa Sosnowica. Według Narodowego Spisu Powszechnego z roku 2011 wieś liczyła 33 mieszkańców.
Wierni Kościoła rzymskokatolickiego należą do parafii Trójcy Świętej w Sosnowicy.

## Historia
Wieś w chełmskim wymieniona w roku 1714
Bohutyn w wieku XIX wieś w powiecie włodawskim, gminie Turna, parafii Sosnowica posiadał 5 domów i 43 mieszkańców na gruncie 274 mórg.